# Danny Vukovic
Daniel „Danny“ Vukovic (* 27. März 1985 in Sydney) ist ein ehemaliger australischer Fußballspieler. Der Torhüter sorgte mit einem Schlag gegen Schiedsrichter Mark Shield im Meisterschaftsfinale 2008 für Schlagzeilen, 2011 erzielte er per Strafstoß als erster Torhüter einen Treffer in der A-League.

## Vereinskarriere
Vukovic begann seine Aktivenkarriere 2002 bei Parramatta Power in der National Soccer League. Nach der Einstellung der Liga spielte er für ein Jahr bei den Bonnyrigg White Eagles in der New South Wales Premier League.
Mit der Gründung der A-League wurde er von den Central Coast Mariners unter Vertrag genommen und war dort als Ersatztorhüter für John Crawley vorgesehen. Als sich Crawley nach dem 5. Spieltag eine schwere Hüftverletzung zuzog, die schließlich auch das Karriereende für Crawley bedeutete, rückte Vukovic in die Stammformation und konnte sich dort etablieren. Er erreichte mit den Mariners das Finale der Premierensaison, unterlag dort aber dem Sydney FC um Star Dwight Yorke mit 0:1.
Zwei Jahre später stand er mit den Mariners erneut im Meisterschaftsfinale. Beim Rückstand von 0:1 gegen die Newcastle Jets ging Vukovic bei einer Ecke in der Nachspielzeit mit nach vorne. Als die Ecke durch einen Spieler der Jets mit der Hand geklärt wurde, Schiedsrichter Mark Shield aber keinen Strafstoß pfiff, eskalierte die Situation. In einer Rudelbildung schlug Vukovic Shield gegen den Arm, was dieser mit einer Roten Karte beantwortete. Der australische Fußballverband wertete die Aktion Vukovics als tätlichen Angriff auf den Schiedsrichter und sperrte den Torhüter zunächst für 15 Monate, wovon allerdings sechs Monate zur Bewährung ausgesetzt wurden. Nach mehreren Einsprüchen wurde die Strafe schließlich verkürzt und in zwei Abschnitte aufgeteilt, wodurch Vukovic lediglich die Spieltage 3 bis 7 der folgenden Saison verpasste.
Im Sommer 2010 wechselte Vukovic nach Europa und schloss sich dem türkischen Erstligisten Konyaspor an. Der Vertrag wurde aber bereits am 13. August 2010 überraschend von Vereinsseite aufgelöst, um Platz für einen ausländischen Feldspieler zu schaffen.
Vukovic kehrte daraufhin in die A-League zurück und erhielt einen Vertrag beim neuseeländischen Teilnehmer Wellington Phoenix. Zur Saison 2011/12 wechselte er zum Ligarivalen Perth Glory. Im Frühjahr 2014 erfolgte eine Ausleihe für fünf Monate durch den japanischen Club Vegalta Sendai. Allerdings bestritt Vukovic nur zwei Spiele für den Verein im J. League Cup. In der Liga stand er lediglich bei fünf von dreizehn Spielen im Kader, wurde aber auch bei diesen Spielen nicht eingesetzt.
Im Sommer 2015 wurde er von Perth Glory vorzeitig aus dem Vertrag entlassen, nachdem der Verein in finanzielle Probleme gekommen war. Grund dafür war die Entdeckung, dass der Verein an seine Spieler mehr Gehalt gezahlt hatte, als eine im australischen Fußball gültige Gehaltsobergrenze zugelassen hätte.
Vukovic unterschrieb dann einen Vertrag mit einer Laufzeit von drei Jahren bei Melbourne Victory. Nach einem Jahr wurde dieser Vertrag auf Wunsch des Spielers vorzeitig aufgelöst, da Vukovics Sohn wegen einer schweren Erkrankung in Sydney behandelt wurde und er daher in der Nähe seines Sohnes sein wollte. Er konnte dann einen Vertrag über zwei Jahre bei Sydney FC unterschreiben.
Während seiner Zeit in Sydney trug er beim australischen Pokalfinale gegen Melbourne eine im Stadion herumfliegende Möwe, die vom Ball getroffen worden war und daher auf dem Spielfeld lag, in der nächsten Spielunterbrechung vom Platz.
Im Sommer 2017 wechselte Vukovic zum belgischen Erstdivisionär KRC Genk mit einem Zweijahresvertrag mit Option der Verlängerung um weitere zwei Jahre, die zwischenzeitlich ausgeübt wurde.
Am 30. Juli 2019 verletzte er sich im Training an der Achillessehne. Dadurch stand er in der Saison 2019/20 nur beim Supercup-Spiel und dem ersten Ligaspiel zwischen den Pfosten. Im Februar 2020 war davon ausgegangen wurden, dass Vukovic ab April 2020 wieder spielen könnte. Allerdings wurde die Saison aufgrund der COVID-19-Pandemie vorher vorzeitig abgebrochen.
In der Folgesaison stand er ab Beginn wieder im Tor und bestritt 24 von 31 möglichen Ligaspiele für Genk, zuletzt am 7. Februar 2021 gegen den RSC Anderlecht. Danach wurde er nicht mehr eingesetzt. Mitte März 2021 bat er um Auflösung seines Vertrages und kehrte, nachdem der Verein dem stattgab, nach Australien zu seiner schwangeren Frau, zurück.
Mitte Juni 2021 kehrte er nach Europa zurück und unterschrieb beim niederländischen Verein NEC Nimwegen einen Vertrag mit einer Laufzeit von zwei Jahren mit der Option der Verlängerung um ein weiteres Jahr. Ohne ein Ligaspiel für Nijmegen absolviert zu haben, wechselte Vukovic im August 2022 erneut zu den Central Coast Mariners.

## Nationalmannschaft
Vukovic war 2005 bei einem 12:0-Erfolg über Neukaledonien erstmals für die australische U-20-Auswahl im Einsatz und wurde als dritter Torhüter hinter Adam Federici und Justin Pasfield für die WM-Endrunde in den Niederlanden nominiert. Zwischen 2006 und 2007 war er Stammtorhüter der australischen Olympiaauswahl und qualifizierte sich mit dem Team für die Olympischen Spiele 2008 in China.
Durch seine Tätlichkeit im Meisterschaftsfinale 2008 war Vukovic allerdings für das Turnier gesperrt. Ein Versuch des australischen Verbandes, die Sperre für den Zeitraum des Turniers auszusetzen, wurde von der FIFA unterbunden.
Anfang 2009 wurde der Torhüter mit serbischen Wurzeln im Rahmen der Qualifikation zur Asienmeisterschaft 2011 erstmals in die australische A-Nationalmannschaft berufen, kam aber nicht zum Einsatz. Er debütierte schließlich beim 0:0 im Freundschaftsspiel gegen Kolumbien am 27. März 2018 für Australien, als er zur Halbzeit für Brad Jones eingewechselt wurde. Außerdem stand er im Kader für die Fußball-Weltmeisterschaft 2018 in Russland, bei der Australien in der Vorrunde nach zwei Niederlagen gegen Frankreich und Peru und einem Unentschieden gegen Dänemark noch in der Vorrunde ausschied. Er kam jedoch nicht zum Einsatz.
Im Jahr 2018 stand er in zwei Freundschaftsspielen für die australische Nationalmannschaft auf dem Platz. Bei der anschließenden Asienmeisterschaft 2019 stand er zwar im Kader, wurde aber tatsächlich nicht eingesetzt.

## Erfolge
auf Vereinsebene:
- A-League-Championship: 2007/08, 2016/17, 2023/24
- A-League Premiership: 2007/08, 2016/17, 2023/24
- A-League Pre-Season Challenge Cup: 2005
- AFC-Cup: 2023/24
- FFA-Cup: 2015
- Belgischer Meister: 2018/19 (KRC Genk)
- Gewinner des belgischen Supercups: 2019 (KRC Genk)

Individuell:
- PFA Team of the Year: 2009/10 (Ersatzbank), 2013/14 (Ersatzbank), 2016/17 (Kapitän)
- Mariners Medal: 2007, 2010